# Coppa Italia di calcio da tavolo 1979
La terza Coppa Italia di calcio da tavolo venne organizzata dalla F.I.C.M.S. a Reggio Calabria il 28 novembre 1979. La competizione si articolò su una selezione regionale delle squadre, le vincitrici di ogni regione accedevano ad un raggruppamento interregionale con criterio geografico (Nord, Centro e Sud). La vincitrice di ogni raggruppamento si qualificò per la finale "a tre". I singoli "match" si svolsero tra 3 giocatori per ciascuna squadra che, in tre turni di gioco, si incontrarono tra loro per un totale di 9 partite. Ad ogni singola vittoria vennero attribuiti 2 punti, al pareggio 1, alla sconfitta 0.

## Medagliere
| Pos. | Regione        |   |   |   | Totale |
| ---- | -------------- | - | - | - | ------ |
| 1    | Emilia-Romagna | 1 | 0 | 0 | 1      |
| 2    | Calabria       | 0 | 1 | 0 | 1      |
| 3    | Campania       | 0 | 0 | 1 | 1      |

## Risultati

### Categoria squadre

#### Girone finale
- C.S. Savoldi Napoli - C.S. Reggino 5-13
- C.S. Reggino - C.S. Puma Montecchio 8-10
- C.S. Savoldi Napoli - C.S. Puma Montecchio 1-17